# 奥云巴特·耶苏根
奥云巴特·耶苏根（1999年6月20日—），蒙古女子射击运动员，她曾获得2022年亚洲运动会女子10米气步枪团体铜牌，她也曾参加2020年夏季奥林匹克运动会。